# 卡拉奥伊 (伊塞克湖区)
卡拉奥伊（意为“黑色的低地”），是吉尔吉斯斯坦伊塞克湖州伊塞克湖区下辖的一个村。2023年初该村常住人口为5050人。该村处于2021年完工的中国援吉灌溉系统改造工程三个灌区之一，灌溉用水从新建水库通过改造后的5条水渠流向耕地，解决了该村农作物缺水问题。